# 3187 Dalian
3187 Dalian је астероид главног астероидног појаса са средњом удаљеношћу од Сунца која износи 2,283 астрономских јединица (АЈ).
Апсолутна магнитуда астероида је 13,7.